# Generi di Lycosidae

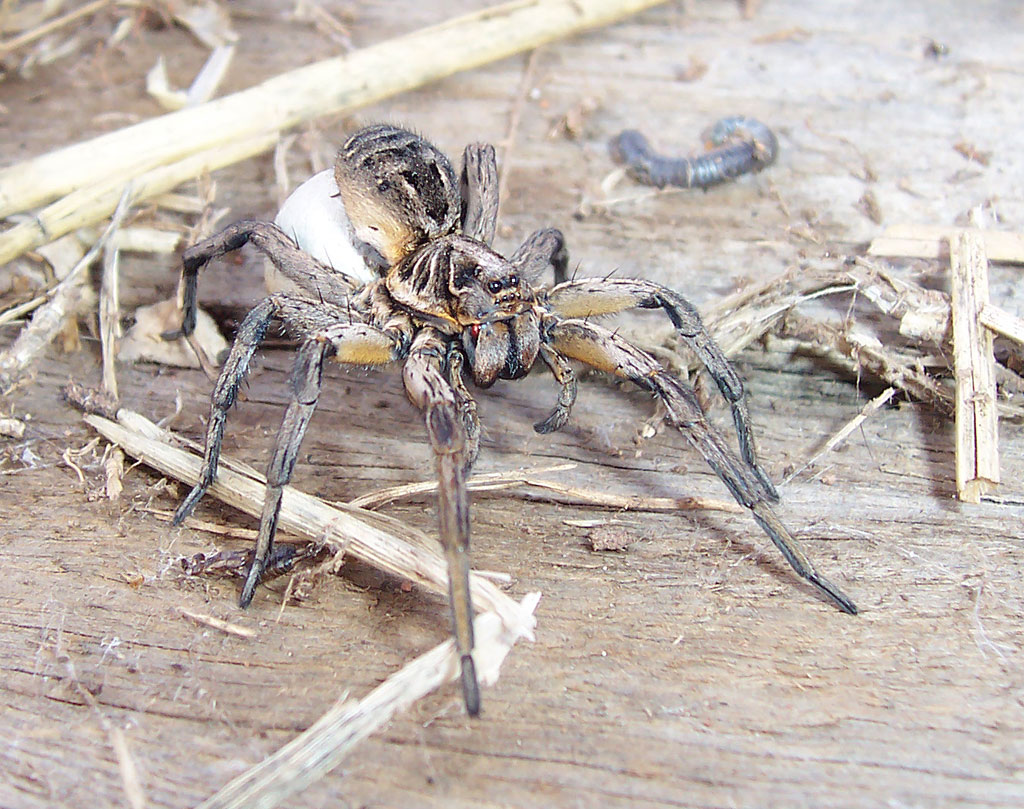
Lycosidae con sacco ovigero

Sono qui descritti tutti i 126 generi della famiglia di ragni Lycosidae, noti a novembre 2021, in ordine alfabetico.
A seguire l'elenco dei generi fossili, di quelli trasferiti e dei generi riconosciuti sinonimi, omonimi e nomina dubia.

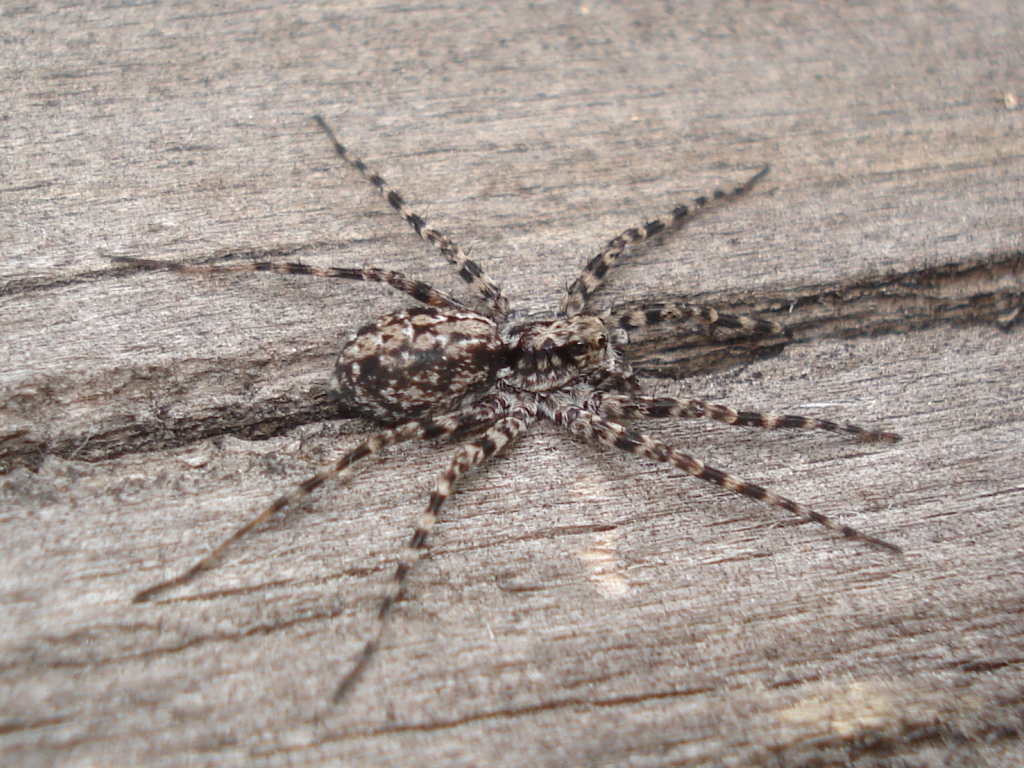
Acantholycosa lignaria

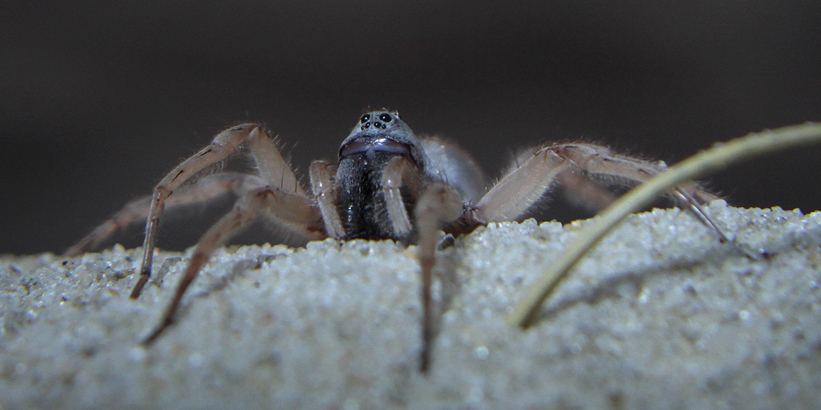
Allocosa brasiliensis maschio

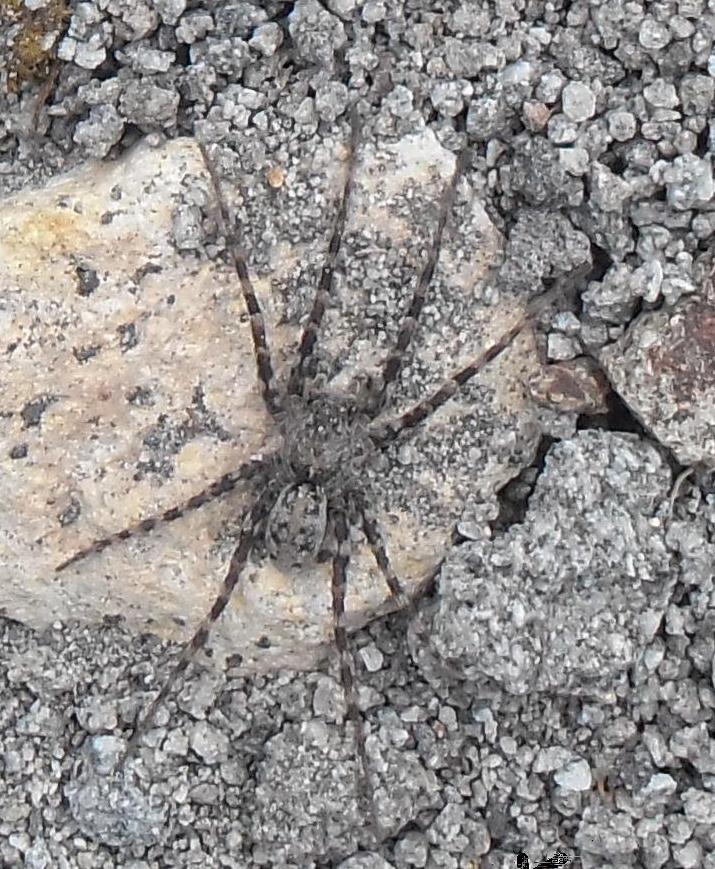
Anoteropsis aerescens

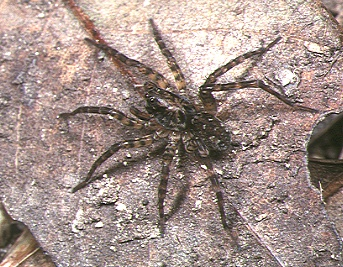
Arctosa laminata, maschio

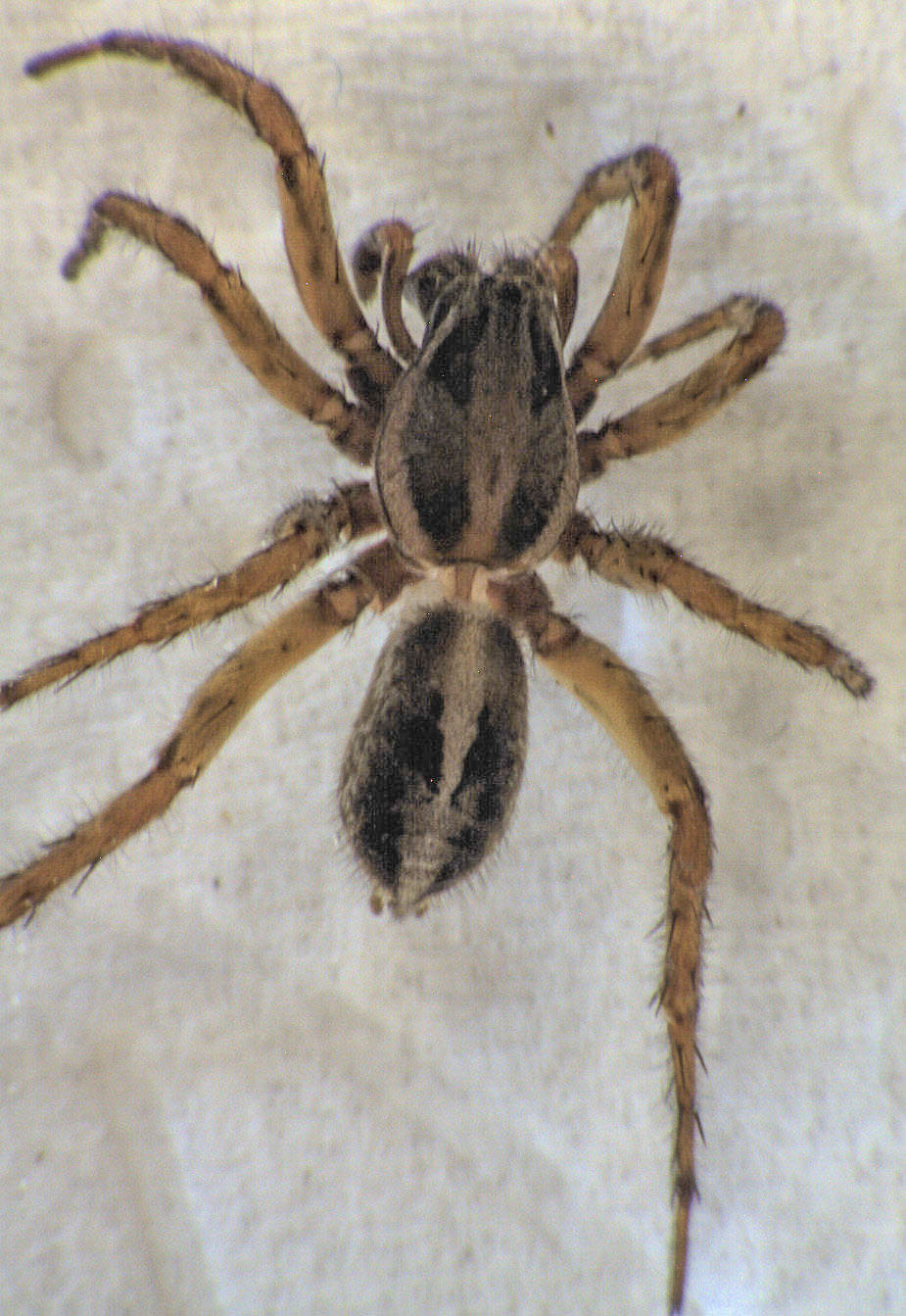
Artoriopsis exposita

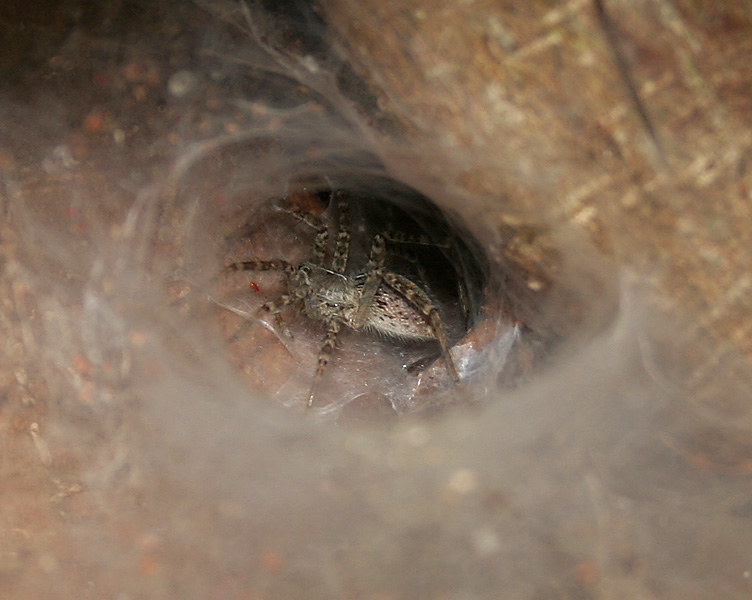
Hippasa agelenoides

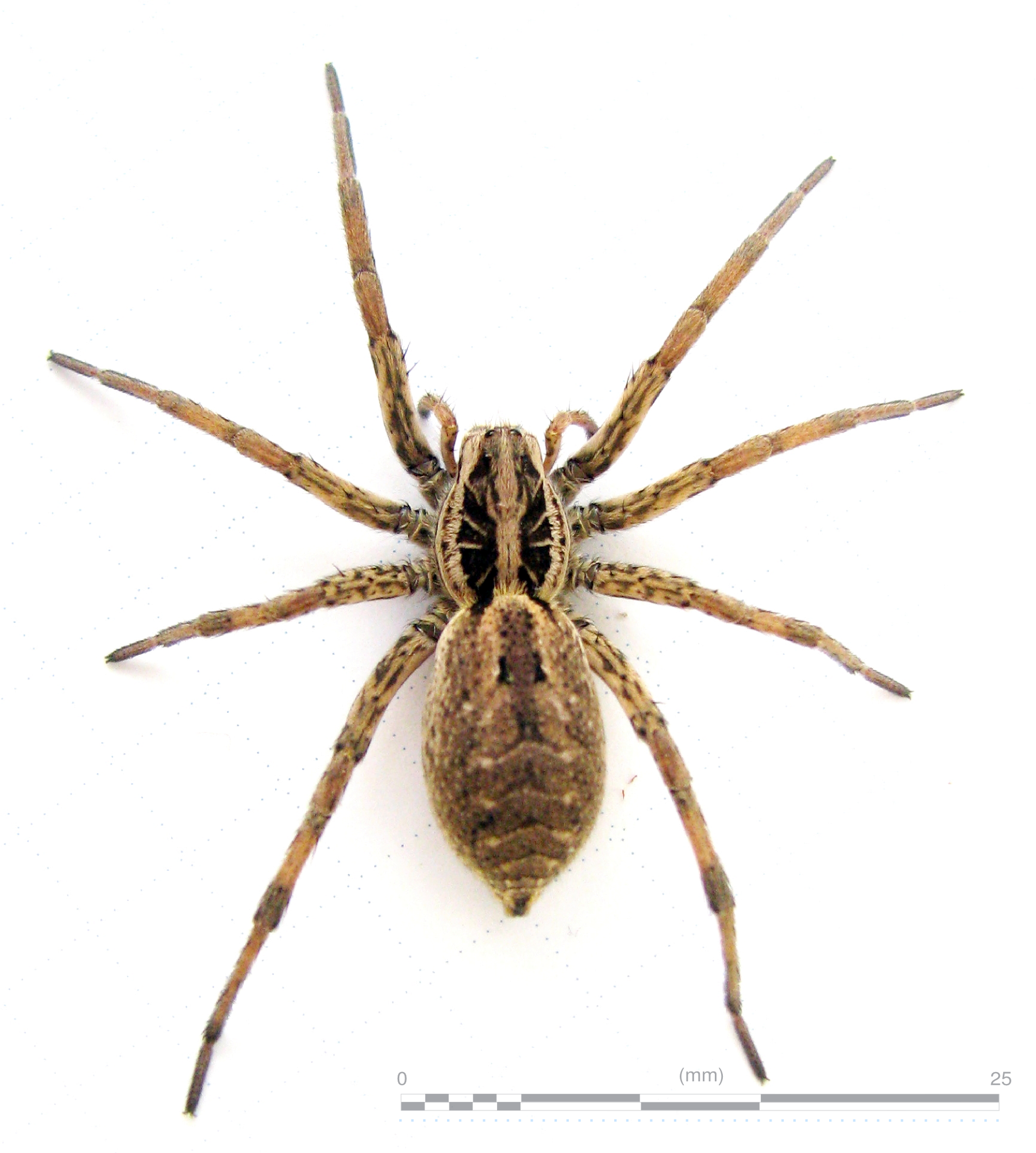
Hogna radiata

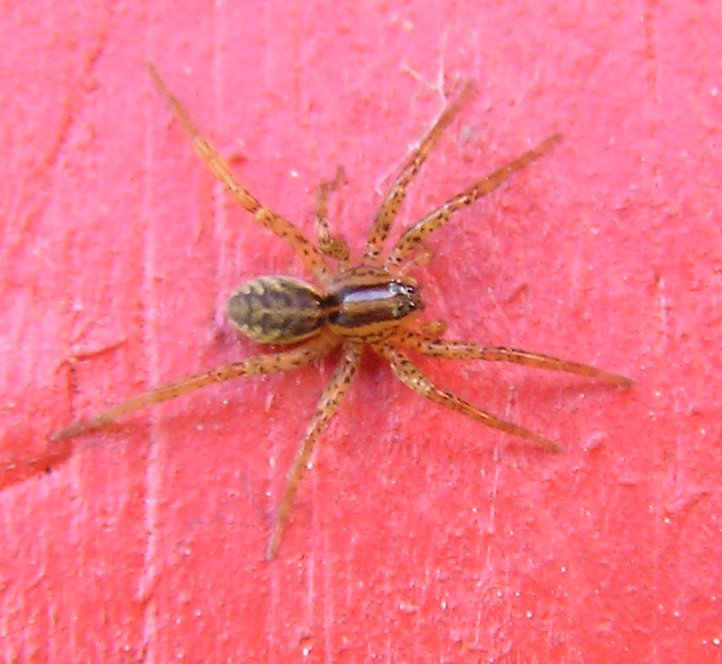
Hygrolycosa rubrofasciata

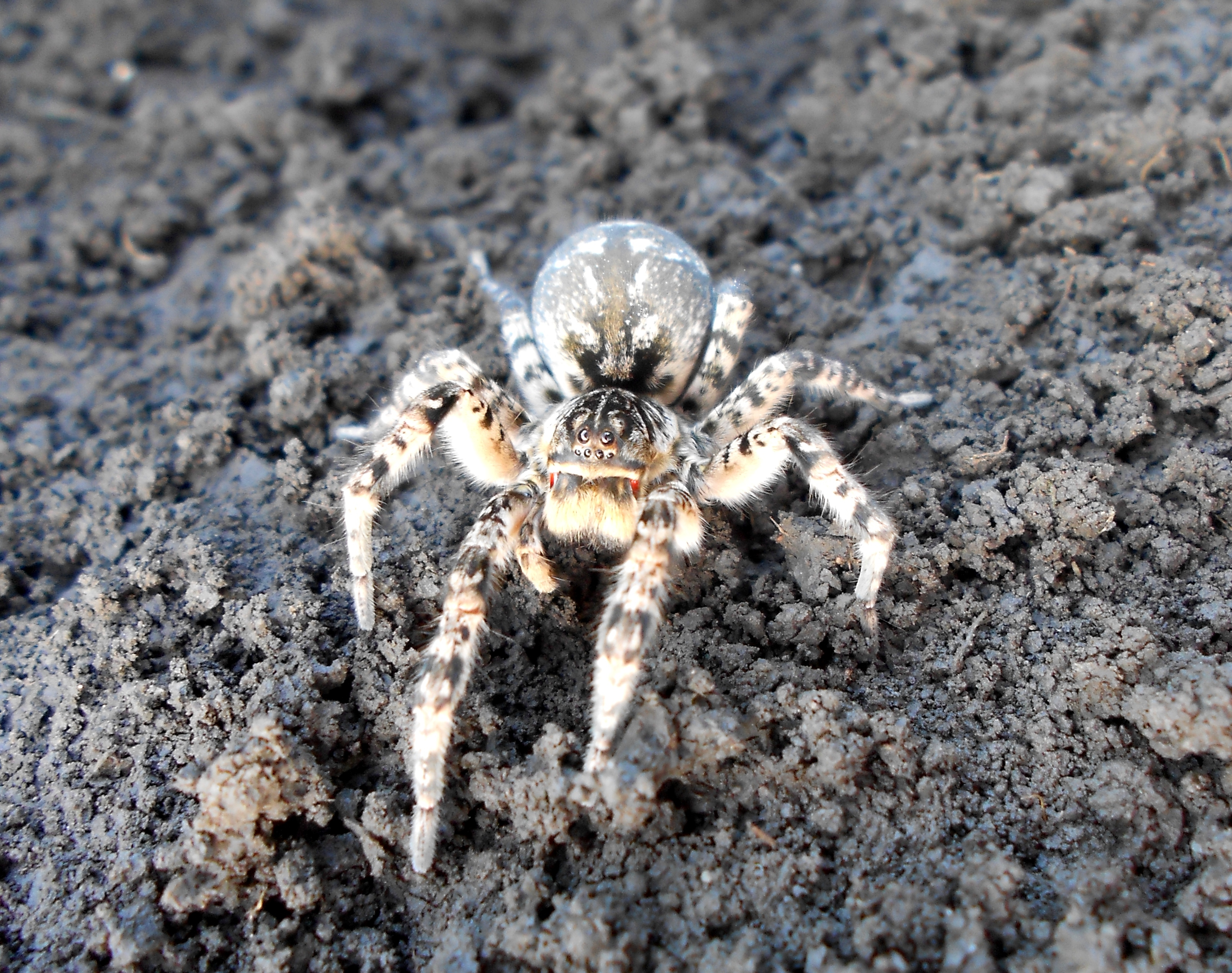
Lycosa singoriensis

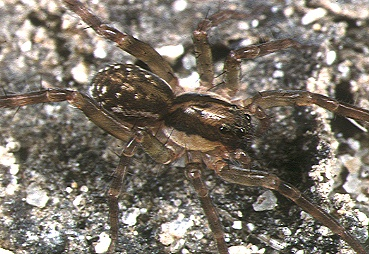
Pirata iriomotensis, femmina

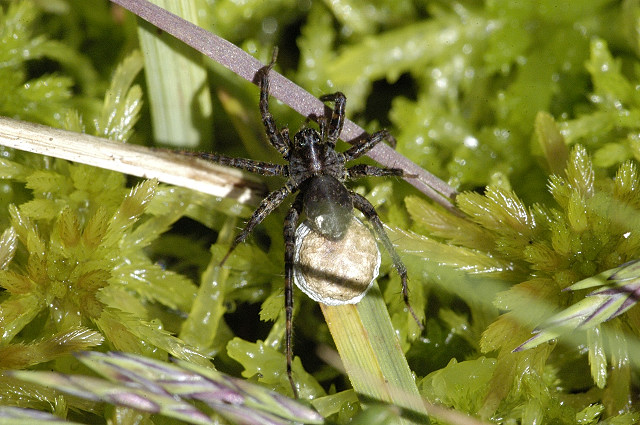
Pirata latitans, femmina con sacco ovigero

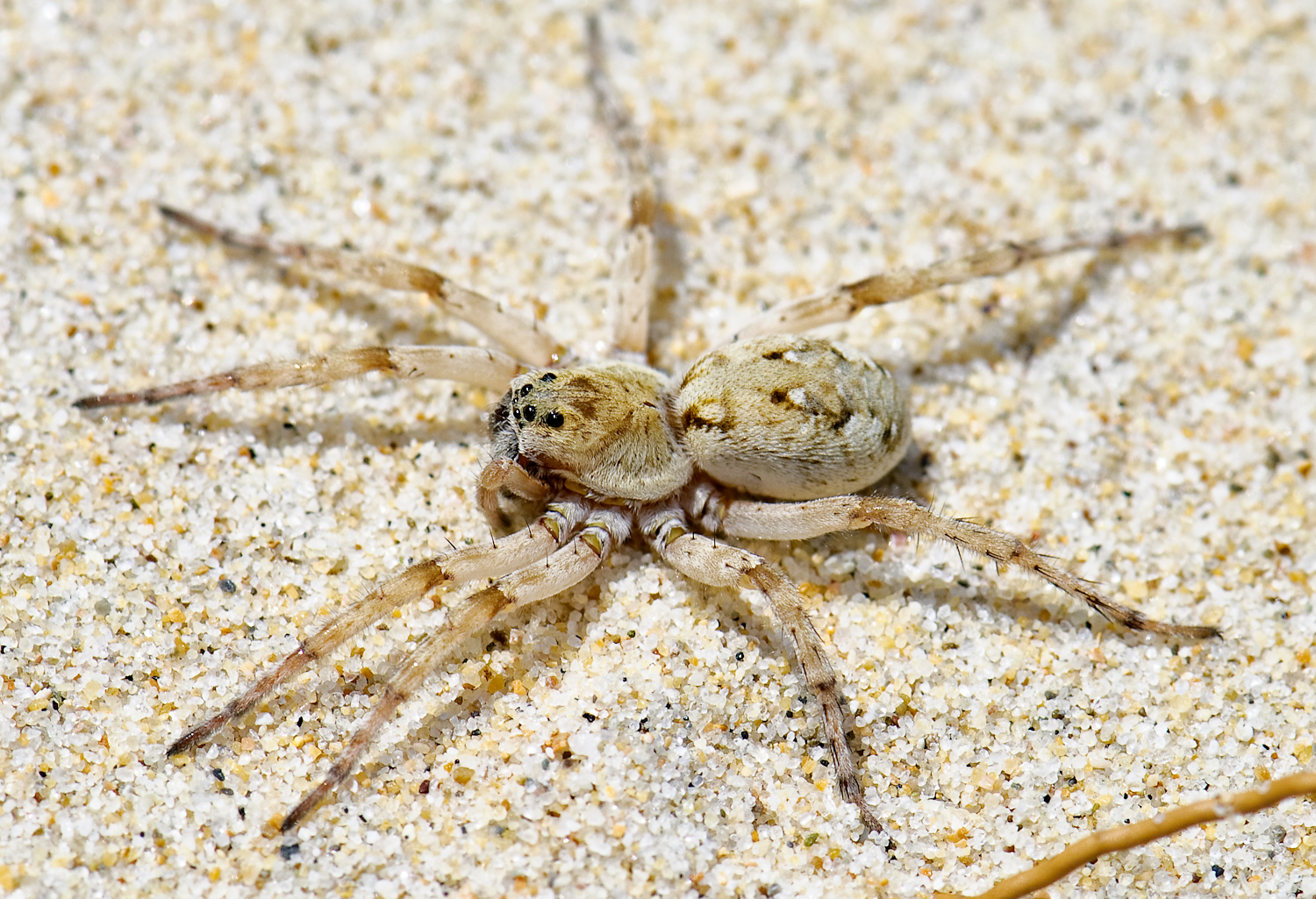
Tetralycosa sp.

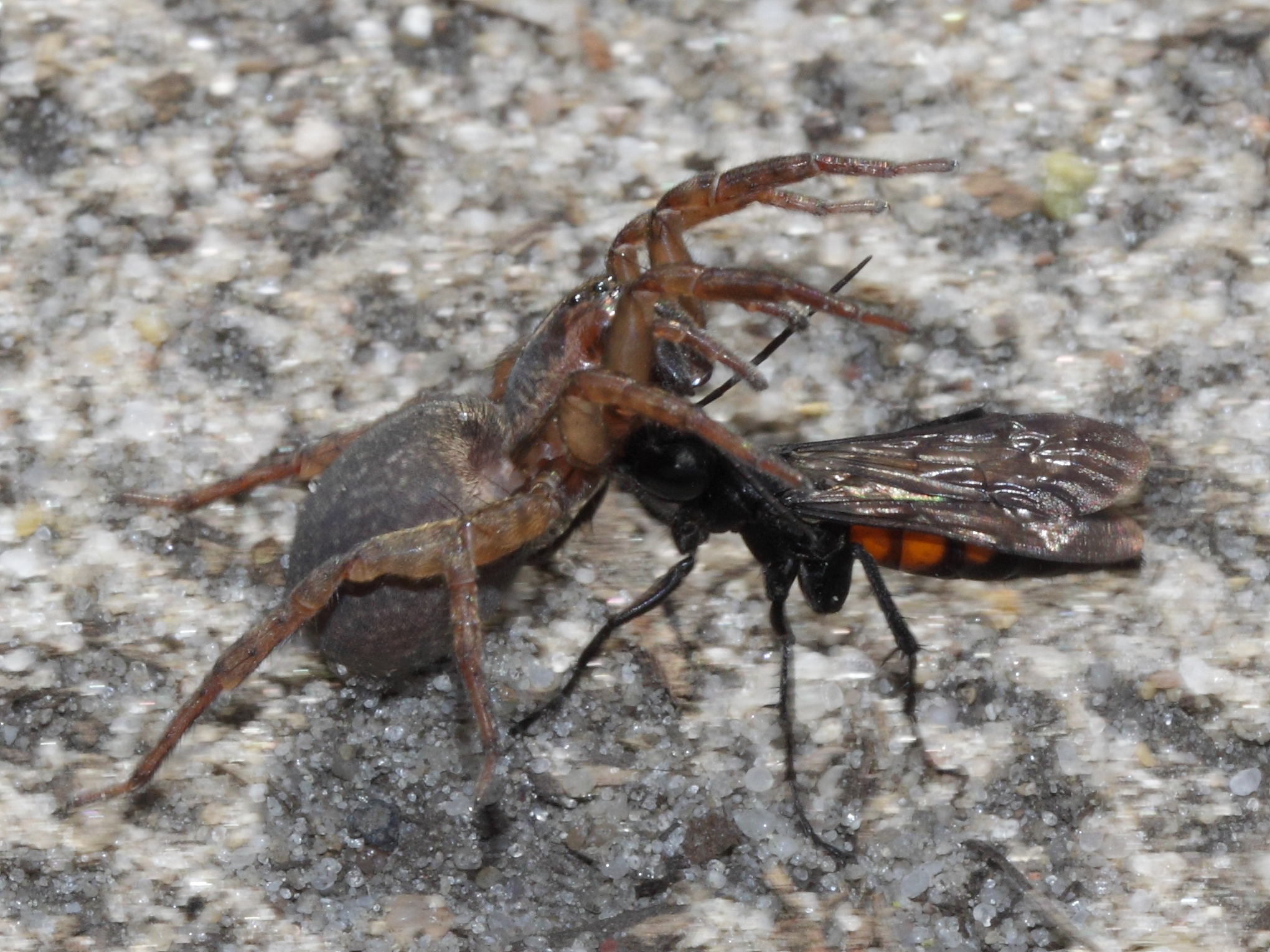
Trochosa terricola

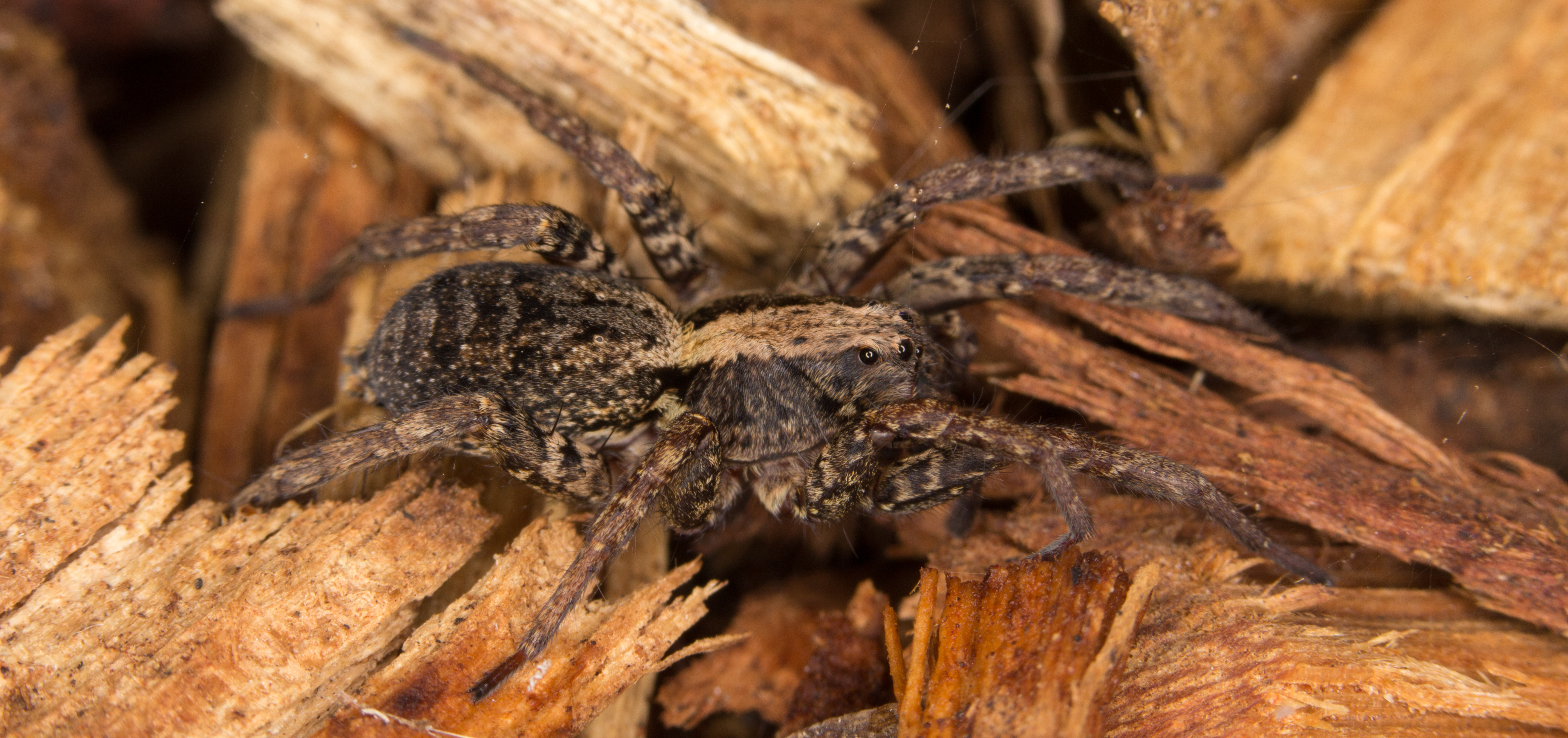
Venatrix brisbanae

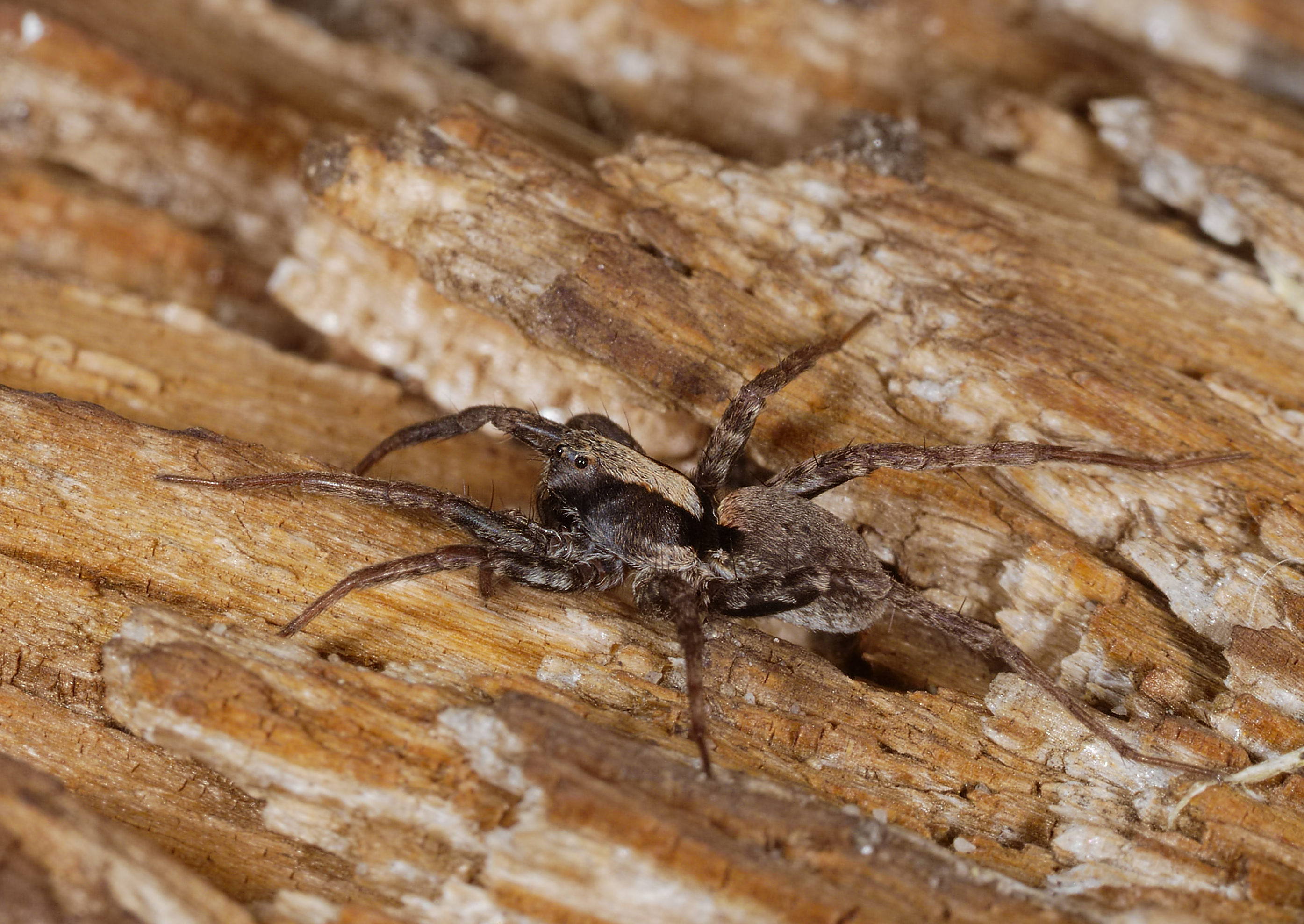
Xerolycosa nemoralis

## A
1. Acantholycosa Dahl, 1908 - Regione olartica (28 specie e 1 sottospecie)
2. Adelocosa Gertsch, 1973 - Isole Hawaii (genere monospecifico)
3. Agalenocosa Mello-Leitão, 1944 - Argentina, Guyana, Queensland, Messico (18 specie)
4. Aglaoctenus Tullgren, 1905 - dalla Colombia all'Argentina (5 specie)
5. Algidus Simon, 1898 - Venezuela (genere monospecifico)
6. Allocosa Banks, 1900 - pressoché cosmopolita (133 specie)
7. Allotrochosina Roewer, 1960 - Australia occidentale, Nuovo Galles del Sud, Nuova Zelanda, isole Chatham (3 specie)
8. Alopecosa Simon, 1885 - pressoché cosmopolita (155 specie e 13 sottospecie)
9. Amblyothele Simon, 1910 - Africa occidentale, centrale e meridionale (8 specie)
10. Anomalomma Simon, 1890 - Pakistan, Giava, Zimbabwe (3 specie)
11. Anomalosa Roewer, 1960 - Queensland, Nuovo Galles del Sud, Victoria (2 specie)
12. Anoteropsis L. Koch, 1878 - Nuova Zelanda, Nuova Guinea, isole Chatham, isole Auckland (23 specie)
13. Arctosa C. L. Koch, 1847 - cosmopolita (168 specie e tre sottospecie)
14. Arctosippa Roewer, 1960 - Perù (genere monospecifico)
15. Arctosomma Roewer, 1960 - Etiopia (genere monospecifico)
16. ArtoriaThorell, 1877 - Australia, Nuova Zelanda, Sudafrica, Congo, Filippine, isole Samoa, Namibia, Nuova Guinea, Celebes (32 specie)
17. Artoriellula Roewer, 1960 - Sudafrica, Celebes (2 specie)
18. Artoriopsis Framenau, 2007 - Australia (7 specie)
19. Aulonia C. L. Koch, 1847 - Regione paleartica (2 specie)
20. Auloniella Roewer, 1960 - Tanzania (genere monospecifico)

## B
1. Birabenia Mello-Leitão, 1941 - Argentina (2 specie)
2. Bogdocosa Ponomarev & Belosludtsev, 2008 - Russia, Iran (genere monospecifico)
3. Brevilabus Strand, 1908 - Costa d'Avorio, Senegal, Etiopia (2 specie)
4. Bristowiella Saaristo, 1980 - Isole Comore, Isole Seychelles, Isola di Aldabra (2 specie)

## C
1. Camptocosa Dondale, Jiménez & Nieto, 2005 - USA, Messico (2 specie)
2. Caspicosa Ponomarev, 2007 - Russia, Kazakistan (2 specie)
3. Costacosa Framenau & Leung, 2013 - Australia occidentale (2 specie)
4. Crocodilosa Caporiacco, 1947 - India, Egitto, Africa orientale, Birmania (5 specie)
5. Cynosa Caporiacco, 1933 - Africa settentrionale (genere monospecifico)

## D
1. Dejerosa Roewer, 1960 - Mozambico (genere monospecifico)
2. Deliriosa Kovblyuk, 2009 - Ucraina (genere monospecifico)
3. Diahogna Roewer, 1960 - Nuovo Galles del Sud, Territorio del Nord, Australia meridionale, Tasmania, Nuova Caledonia (4 specie)
4. Diapontia Keyserling, 1876 - Argentina, Perù, Brasile, Uruguay (4 specie)
5. Dingosa Roewer, 1955 - Australia meridionale, Perù, Brasile (6 specie)
6. Dolocosa Roewer, 1960 - Isola di Sant'Elena (genere monospecifico)
7. Donacosa Alderweireldt & Jocqué, 1991 - Spagna (genere monospecifico)
8. Dorjulopirata Buchar, 1997 - Bhutan (genere monospecifico)
9. Draposa Kronestedt, 2010 - Asia meridionale, Asia sudorientale, Cina (10 specie)
10. Dzhungarocosa Fomichev & Marusik, 2017 - Kazakistan (3 specie)

## E
1. Edenticosa Roewer, 1960 - Isola di Bioko (golfo di Guinea) (genere monospecifico)
2. Evippa Simon, 1882 - Africa, Asia (37 specie)
3. Evippomma Roewer, 1959 - Africa centrale, orientale e meridionale, India, Karakorum (6 specie)

## F
1. Foveosa Russell-Smith, Alderweireldt & Jocqué, 2007 - Africa (5 specie)

## G
1. Geolycosa Montgomery, 1904 - America, Africa, Asia, Oceania ed Europa meridionale (74 specie e 1 sottospecie)
2. Gladicosa Brady, 1987 - USA, Canada (5 specie)
3. Gnatholycosa Mello-Leitão, 1940 - Argentina (genere monospecifico)
4. Gulocosa Marusik, Omelko & Koponen, 2015 - Russia (genere monospecifico)

## H
1. Halocosa Azarkina & Trilikauskas, 2019 - Ucraina, Russia (Russia europea, Caucaso, Siberia occidentale), Azerbaigian, Iran, Kazakistan, Asia centrale, Cina (3 specie)
2. Hesperocosa Gertsch & Wallace, 1937 - USA (genere monospecifico)
3. Hippasa Simon, 1885 - Africa, Asia (36 specie e una sottospecie)
4. Hippasella Mello-Leitão, 1944 - Perù, Bolivia, Argentina (3 specie)
5. Hoggicosa Roewer, 1960 - Australia (10 specie)
6. Hogna Simon, 1885 - cosmopolita (233 specie e due sottospecie)
7. Hognoides Roewer, 1960 - Tanzania, Madagascar (2 specie)
8. Hyaenosa Caporiacco, 1940 - Africa settentrionale, Asia centrale, Etiopia, Ruanda (5 specie)
9. Hygrolycosa Dahl, 1908 - Regione paleartica (5 specie)

## K
1. Kangarosa Framenau, 2010 - Australia, Tasmania (10 specie)
2. Karakumosa Logunov & Ponomarev, 2020 - Kazakistan, Afghanistan, Uzbekistan, Turkmenistan, Kirghizistan (9 specie)
3. Katableps Jocqué, Russell-Smith & Alderweireldt, 2011 - Madagascar (3 specie)
4. Knoelle Framenau, 2006 - Australia (genere monospecifico)

## L
1. Lobizon Piacentini & Grismado, 2009 - Argentina (5 specie)
2. Loculla Simon, 1910 - São Tomé, Tanzania, Congo, Iran (4 specie e una sottospecie)
3. Lycosa Latreille, 1804 - cosmopolita (219 specie e 6 sottospecie)
4. Lycosella Thorell, 1890 - Sumatra, Isole Hawaii (4 specie e una sottospecie)
5. Lysania Thorell, 1890 - Cina, Malesia, Borneo e India (4 specie)

## M
1. Mainosa Framenau, 2006 - Australia occidentale e meridionale (genere monospecifico)
2. Malimbosa Roewer, 1960 - Africa occidentale (genere monospecifico)
3. Margonia Hippa & Lehtinen, 1983 - India (genere monospecifico)
4. Megarctosa Caporiacco, 1948 - Africa settentrionale, Camerun, Afghanistan, Mongolia, Grecia, Etiopia (7 specie)
5. Melecosa Marusik, Omelko & Koponen, 2015 - Kazakistan, Kirghizistan, Cina (genere monospecifico)
6. Melocosa Gertsch, 1937 - USA, Canada, Alaska, Brasile (2 specie)
7. Minicosa Alderweireldt & Jocqué, 2007 - Sudafrica (genere monospecifico)
8. Molitorosa Roewer, 1960 - Brasile (genere monospecifico)
9. Mongolicosa Marusik, Azarkina & Koponen, 2004 - Mongolia, Russia, Cina (8 specie)
10. Mustelicosa Roewer, 1960 - Russia, Ucraina, Turkmenistan, Mongolia, Cina (2 specie)

## N
1. Navira Piacentini & Grismado, 2009 - Argentina (genere monospecifico)
2. Notocosa Vink, 2002 - Nuova Zelanda (genere monospecifico)
3. Nukuhiva Berland, 1935 - isole Marchesi (genere monospecifico)

## O
1. Oculicosa Zyuzin, 1993 - Kazakistan, Turkmenistan, Uzbekistan (genere monospecifico)
2. Ocyale Audouin, 1826 - Africa centrale e meridionale, Perù, Pakistan, India (12 specie)
3. Orinocosa Chamberlin, 1916 - Africa meridionale, Egitto, Costa d'Avorio, Paraguay, Iran, Perù, Argentina (9 specie)
4. Ovia Sankaran, Malamel & Sebastian, 2017 - India, Cina, Taiwan (genere monospecifico)

## P
1. Paratrochosina Roewer, 1960 - Argentina, Russia, Canada, Alaska (3 specie)
2. Pardosa C. L. Koch, 1847 - cosmopolita (531 specie e 19 sottospecie)
3. Pardosella Caporiacco, 1939 - Etiopia, Tanzania (5 specie)
4. Passiena Thorell, 1890 - Camerun, Sudafrica, Malaysia, Thailandia, Borneo (4 specie)
5. Pavocosa Roewer, 1960 - Brasile, Argentina, Thailandia, Isole Caroline (5 specie)
6. Phonophilus Ehrenberg, 1831 - Libia (genere monospecifico)
7. Pirata Sundevall, 1833 - cosmopolita, ad eccezione dell'Oceania (56 specie)
8. Piratula Roewer, 1960 - regione olartica (27 specie)
9. Portacosa Framenau, 2017 - Australia (genere monospecifico)
10. Proevippa Purcell, 1903 - Sudafrica, Namibia, Congo (11 specie)
11. Prolycosides Mello-Leitão, 1942 - Argentina (genere monospecifico)
12. Pseudevippa Simon, 1910 - Namibia (genere monospecifico)
13. Pterartoria Purcell, 1903 - Sudafrica, Celebes (5 specie)
14. Pyrenecosa Marusik, Azarkina & Koponen, 2004 - Francia, Spagna, Svizzera, Andorra

## R
1. Rabidosa Roewer, 1960 - America settentrionale

## S
1. Satta Lehtinen & Hippa, 1979 - Nuova Guinea
2. Schizocosa Chamberlin, 1904 - cosmopolita, ad eccezione dell'Europa e dell'Oceania
3. Serratacosa Wang, Peng & Zhang, 2021 - Cina (Himalaya)
4. Shapna Hippa & Lehtinen, 1983 - India
5. Sibirocosa Marusik, Azarkina & Koponen, 2004 - Russia, Kazakistan, Kyrgyzstan, Cina
6. Sinartoria Wang, Peng & Zhang, 2021 - Cina
7. Sosippus Simon, 1888 - America settentrionale e centrale
8. Syroloma Simon, 1900 - Isole Hawaii

## T
1. Tapetosa Framenau et al., 2009 - Australia occidentale
2. Tasmanicosa Roewer, 1959 - Tasmania
3. Tetralycosa Roewer, 1960 - Australia meridionale, occidentale, Tasmania
4. Tigrosa Brady, 2012 - USA, Canada
5. Trabea Simon, 1876 - Africa centrale e meridionale, Spagna, Marocco, Algeria, Europa meridionale
6. Trabeops Roewer, 1959 - USA, Canada
7. Trebacosa Dondale & Redner, 1981 - Francia, Ungheria, USA, Canada
8. Tricassa Simon, 1910 - Namibia, Sudafrica, Madagascar
9. Trochosa C. L. Koch, 1847 -  cosmopolita
10. Tuberculosa Framenau & Yoo, 2006 - Queensland, Territorio del Nord

## V
1. Varacosa Chamberlin & Ivie, 1942 - USA, Canada, Messico
2. Venator Hogg, 1900 - Victoria (Australia)
3. Venatrix Roewer, 1960 - Australia, Tasmania, Filippine, Micronesia
4. Venonia Thorell, 1894 - Nuova Guinea, Singapore, Celebes, Malaysia, Territorio del Nord, Filippine
5. Vesubia Simon, 1910 - Italia, Polinesia, Russia, Turkmenistan

## W
1. Wadicosa Zyuzin, 1985 - Regione paleartica

## X
1. Xerolycosa Dahl, 1908 - Regione paleartica, Congo, Zanzibar

## Z
1. Zantheres Thorell, 1887 - Myanmar
2. Zenonina Simon, 1898 - Etiopia, Sudafrica, Namibia, Angola
3. Zoica Simon, 1898 - Nuova Guinea, India, Bhutan, Australia occidentale, Sri Lanka
4. Zyuzicosa Logunov, 2010 - Asia centrale (Uzbekistan, Afghanistan, Kazakistan, Tagikistan)

## Generi fossili
- † Dryadia Zhang, Sun & Zhang, 1994 - fossile, Paleogene

## Generi trasferiti
- Bradystichus Simon, 1884; trasferito alla famiglia Pisauridae
- Cycloctenus L. Koch, 1878; trasferito alla famiglia Cycloctenidae
- Galliena Simon, 1898; trasferito alla famiglia Cycloctenidae
- Tunabo Chamberlin, 1916; trasferito alla famiglia Trechaleidae

## Sinonimi
1. Acroniops Simon, 1898; sinonimo di Pardosa C. L. Koch, 1847[2]
2. Allohogna Roewer, 1955; sinonimo di Lycosa Latreille, 1804[3]
3. Alopecosella Roewer, 1960; sinonimo di Arctosa C. L. Koch, 1847[4]
4. Araucaniocosa Mello-Leitão, 1951; sinonimo di Allocosa Banks, 1900[5]
5. Arctosella Roewer, 1960; sinonimo di Arctosa C. L. Koch, 1847[6]
6. Arkalosula Roewer, 1960; sinonimo di Arctosa C. L. Koch, 1847[7]
7. Artoriella Roewer, 1960; sinonimo di Artoria Thorell, 1877[8]
8. Avicosa Chamberlin & Ivie, 1942; sinonimo di Schizocosa Chamberlin, 1904[9]
9. Bonacosa Roewer, 1960; sinonimo di Arctosa C. L. Koch, 1847[10]
10. Caporiaccosa Roewer, 1960; trasferito al genere Trochosa C. L. Koch, 1847 con la denominazione Trochosa arctosaeformis e poi posta in sinonimia con Trochosa urbana O. Pickard-Cambridge, 1876 [11]
11. Chaleposa Simon, 1910; sinonimo di Proevippa Purcell, 1903[12]
12. Chorilycosa Roewer, 1960; sinonimo di Pardosa C. L. Koch, 1847[13]
13. Citilycosa Roewer, 1960; sinonimo di Hogna Simon, 1885[14]
14. Dalmasicosa Roewer, 1960; sinonimo di Anoteropsis L. Koch, 1878[15]
15. Epihogna Roewer, 1960; sinonimo di Schizocosa Chamberlin, 1904[9]
16. Evippella Strand, 1906; sinonimo di Evippa Simon, 1882[16]
17. Flanona Simon, 1898; sinonimo di Zoica Simon, 1898[17]
18. Foxicosa Roewer, 1960; sinonimo di Lycosa Latreille, 1804[18]
19. Galapagosa Roewer, 1960; sinonimo di Hogna Simon, 1885[19]
20. Glieschiella Mello-Leitão, 1932; sinonimo di Allocosa Banks, 1900[20]
21. Hippasosa Roewer, 1960; sinonimo di Ocyale Audouin, 1826[21]
22. Hydrolycosa Caporiacco, 1948; sinonimo di Hygrolycosa Dahl, 1908[22]
23. Ishicosa Roewer, 1960; sinonimo di Lycosa Latreille, 1804[23]
24. Isohogna Roewer, 1960; sinonimo di Hogna Simon, 1885[24]
25. Jollecosa Roewer, 1960; sinonimo di Alopecosa Simon, 1885[25]
26. Leaena Simon, 1885; sinonimo di Arctosa C. L. Koch, 1847[26]
27. Leaenella Roewer, 1960; sinonimo di Arctosa C. L. Koch, 1847[10]
28. Lycorma Simon, 1885; sinonimo di Hogna Simon, 1885[24]
29. Lycosula Roewer, 1960; sinonimo di Artoria Thorell, 1877[27]
30. Lynxosa Roewer, 1960; sinonimo di Hogna Simon, 1885[24]
31. Melloicosa Roewer, 1960; sinonimo di Birabenia Mello-Leitão, 1941[28]
32. Metatrochosina Roewer, 1960; sinonimo di Trochosa C. L. Koch, 1847[29]
33. Mimohogna Roewer, 1960; sinonimo di Lycosa Latreille, 1804[3]
34. Moenkhausiana Petrunkevitch, 1910; sinonimo di Allocosa Banks, 1900[5]
35. Pardosops Roewer, 1955; sinonimo di Pardosa C. L. Koch, 1847[30]
36. Piratosa Roewer, 1960; sinonimo di Trochosa C. L. Koch, 1847[31]
37. Porrimosa Roewer, 1960; sinonimo di Aglaoctenus Tullgren, 1905[32]
38. Porrimula Roewer, 1960; sinonimo di Aglaoctenus Tullgren, 1905[33]
39. Pterartoriola Roewer, 1959; sinonimo di Pterartoria Purcell, 1903[34]
40. Saitocosa Roewer, 1960; sinonimo di Xerolycosa Dahl, 1908[35]
41. Scaptocosa Banks, 1904; sinonimo di Geolycosa Montgomery, 1904[36]
42. Solicosa Roewer, 1960; sinonimo di Alopecosa Simon, 1885[37]
43. Sosilaus Simon, 1898; sinonimo di Pirata Sundevall, 1833[38]
44. Sosippinus Roewer, 1960; sinonimo di Sosippus Simon, 1888[39]
45. Tetrarctosa Roewer, 1960; sinonimo di Arctosa C. L. Koch, 1847[26]
46. Trabaeola Roewer, 1960; sinonimo di Artoria Thorell, 1877[8]
47. Trabaeosa Roewer, 1960; sinonimo di Trabea Simon, 1876[40]
48. Tricca Simon, 1889; sinonimo di Arctosa C. L. Koch, 1847[41]
49. Triccosta Roewer, 1960; sinonimo di Arctosa C. L. Koch, 1847[42]
50. Trochosina Simon, 1885; sinonimo di Trochosa C. L. Koch, 1847[43]
51. Trochosippa Roewer, 1960; sinonimo di Trochosa C. L. Koch, 1847[44]
52. Trochosomma Roewer, 1960; sinonimo di Trochosa C. L. Koch, 1847[45]
53. Trochosula Roewer, 1960; sinonimo di Hogna Simon, 1885[46]